# Johannes van Dijk

Johannes Wilhelmus Maria van Dijk, nizozemski veslač, * 4. julij 1868, Amsterdam, † 25. avgust 1938, Amsterdam.
Van Dijk je veslal za veslaški klub Minerva Amsterdam. Na Poletnih olimpijskih igrah 1900 v Parizu je  v osmercu osvojil bronasto medaljo.